# Arclight
Arclight, il cui vero nome è Philippa Sontag, è un personaggio dei fumetti creato da Louise Simonson (testi) e Walter Simonson (disegni), pubblicata dalla Marvel Comics. La sua prima apparizione completa avviene in X-Factor n. 10 (novembre 1986), invece la sua apparizione in ombra avviene in The Uncanny X-Men (Vol. 1) n. 210 creato da Chris Claremont (testi) e John Romita Jr. (testi).

## Biografia del personaggio
Arclight partecipò alla guerra del Vietnam nelle forze terrestri dell'esercito americano, e da allora è tormentata dai ricordi di guerra. Per fuggire ai dolorosi ricordi si è dedicata al bodybuilding, che le permettono di aumentare i suoi poteri mutanti. La sua abilità le permette di creare delle onde d'urto attraverso il contatto fisico, di solito combinandola con la sua super forza sotto forma di attacchi fisici. A volte ha anche proiettato dei lampi luminosi creandoli tramite l'impatto delle proprie mani.
Essendo un veterano di guerra, è molto esperta di battaglie, ed è anche uno dei membri più sanguinari dei Marauders. La sua relazione con il compagno di squadra Scalphunter l'ha resa il vice capo del gruppo. Durante la loro prima missione, Arclight uccise dozzine di Morlocks. Ha fatto anche parte delle Femizons di Superia che l'aveva invitata a far parte del gruppo.
Sebbene i dettagli del suo ingaggio da parte di Sinistro restano sconosciuti, Arclight ha partecipato a tutte le maggiori operazioni sul campo dei Marauders. Poiché Sinistro clonò i Marauders diverse volte, è difficile stabilire se l'”originale” Arclight abbia preso parte in ciascuna di esse. Partecipò attivamente alla "caccia a Polaris", in cui lei, Sabretooth e Scalphunter dovettero dare la caccia all'omonima supereroina. La missione culminò in unsuccesso ed il corpo di Polaris venne occupato dalla mente di Malice.
A seguito del M-Day, Arclight divenne una dei 198, una dei pochi mutanti ad aver conservato i suoi poteri, e si rifugiò allo Xavier Institute. Più tardi entrò a far parte dei Nuovi Marauders, assieme a Scalphunter, Sole Ardente e Lady Mastermind.
Durante Messiah Complex nella battaglia finale sull'Isola Muir, probabilmente è stata uccisa da Wolfsbane.

## Poteri e abilità
Arclight possiede l'abilità di creare dei sismi con le mani che causano delle onde d'urto. Possiede anche una forza e una resistenza sovra umane.

## Altre versioni
- L'Era di Apocalisse: Nella realtà alternativa dell'Era di Apocalisse, un membro della Fratellanza dei Mutanti Malvagi è chiamato Arclight. Questa Arclight è un uomo, e non è saputo se ha qualche relazione con la sua controparte di Terra 616, o che poteri possieda.

## Altri media

### Cinema
Nella serie di film X-Men, Arclight è interpretata da Omahyra Mota. Compare in:
- X-Men - Conflitto finale (2006)

#### Marvel Cinematic Universe
Arclight compare anche nel trentaquattresimo film del Marvel Cinematic Universe Deadpool & Wolverine (2024), interpretata da Jessica Walker.

### Televisione
Aclight compare in Insuperabili X-Men.

### Videogiochi
Aclight compare in Deadpool.